# Región de Guria
Guria (en georgiano: გურია) es una región de Georgia situada en el suroeste del país, bordeada por el oeste por el mar Negro. Posee una superficie de 2033 km² y una población de 113 350 habitantes según el censo de 2014. La capital de la región es Ozurgeti.

## Organización administrativa
Guria linda con las regiones de Samegrelo por el noroeste, Imericia al norte, Samtsje-Javajeti al este y Ayaria al sur, y tiene costa al mar Negro al oeste.
La región de Guria se subdivide en cuatro municipios:
- Ciudad de Ozurgueti
- Municipio de Ozurgueti (sede administrativa: Ozurgueti)
- Municipio de Lanchjuti (capital: Lanchjuti)
- Municipio de Chojatauri (capital: Chojatauri)